# Даниела Николова
Даниела Николова (на македонска литературна норма: Даниела Николова) е северномакедонска историчка и музейна деятелка, директорка на Музея на македонската борба в Скопие.

## Биография
Родена е на 10 април 1966 година в Скопие, тогава в Социалистическа федеративна република Югославия, днес Северна Македония. Завършва история във Философския факултет на Скопски университет „Кирил и Методий“. Работи дълги години като музейна работничка. Става кустос-съветник в Музея на Македония в Скопие. Авторка е на много изложби в страната и чужбина, а също така е участничка в международни проекти, семинари и конференции. От август 2018 година е директорка на Музея на македонската борба в Скопие. Членка е на Международния съвет на музеите (ИКОМ).